# Francisco Javier Pistilli Scorzara
Francisco Javier Pistilli Scorzara (nacido el 26 de mayo de 1965 en Asunción ), es un sacerdote católico paraguayo y obispo de Encarnación desde 2014.

## Biografía
Fue ordenado sacerdote el 10 de mayo de 1997. Es miembro del Movimiento de Schoenstatt . Inicialmente trabajó como vicario en Luque y como guardián de jóvenes varones en el santuario de Asunción . En los años 2004-2011 dirigió el noviciado del movimiento, y en los años siguientes fue superior regional.
El 15 de noviembre de 2014 el Papa Francisco lo nombró obispo ordinario de la diócesis de Encarnación . Fue ordenado obispo el 20 de diciembre de 2014 por Mons. Claudio Giménez .